# Burkau
Burkau (obersorbisch Porchow) ist ein Ort und die zugehörige Gemeinde westlich von Bautzen im Osten Sachsens.

## Geographie und Verkehr
Burkau liegt im Zentrum des Landkreises Bautzen in einem waldreichen Gebiet in der Oberlausitz. Der Ort selbst befindet sich im Tal des jungen Klosterwassers, das am westlichen Ortsende entspringt. In der Nähe befindet sich außerdem die Quelle der Schwarzen Elster im Nordwestlausitzer Hügelland.
Die Gemeinde befindet sich etwa 6 km nördlich von Bischofswerda und 16 km westlich der Kreisstadt Bautzen. Sie liegt an der Bundesautobahn 4 (Dresden–Görlitz). Die Anschlussstellen Burkau und Uhyst am Taucher befinden sich im Gemeindegebiet.
Die Bahnstrecke Bischofswerda–Kamenz wurde abgerissen, das Bahnhofsgebäude in Burkau blieb erhalten.

Luftbildpanorama

## Geschichte
Burkau wurde erstmals im Jahr 1164 urkundlich erwähnt, nach anderen Quellen erst im Jahr 1312. Die jetzige Großgemeinde entstand im Jahr 1994 im Rahmen der Gemeindegebietsreform aus den drei selbstständigen Gemeinden Burkau, Uhyst am Taucher und Kleinhänchen mit ihren Ortsteilen.

## Gemeindegliederung
Zur Gemeinde Burkau gehören die Orte:
| - Auschkowitz (obersorbisch Wučkecy), 70 Einwohner - Bocka (Bukowc), 10 Ew. - Burkau (Porchow), 1.681 Ew. - Großhänchen (Wulki Wosyk), 156 Ew. - Jiedlitz (Jědlica), 170 Ew. | - Kleinhänchen (Mały Wosyk) mit Neraditz (Njeradecy), 105 Ew. - Neuhof (Nowy Dwór), 44 Ew. - Pannewitz (Panecy), 99 Ew. - Taschendorf (Ledźborecy), 74 Ew. - Uhyst am Taucher (Horni Wujězd), 285 Ew. |

Der Ortsteil Neuhof gehört als einziger zum offiziellen sorbischen Siedlungsgebiet.

## Politik

### Bürgermeister
Von der politischen Wende 1990 bis 2012 war Hans-Jürgen Richter (FDP) Bürgermeister der Gemeinde Burkau. Die Bürgermeisterwahlen vom 9. Dezember 2012 entschied der CDU-Kandidat Sebastian Hein für sich. Bei der Bürgermeisterwahl am 27. Oktober 2019 wurde er im Amt bestätigt.
| Wahl | Bürgermeister       | Vorschlag | Wahlergebnis (in %) |
| ---- | ------------------- | --------- | ------------------- |
| 2019 | Sebastian Hein      | CDU       | 59,9                |
| 2012 | Sebastian Hein      | CDU       | 63,4                |
| 2008 | Hans-Jürgen Richter | FDP       | 94,0                |
| 2001 | Hans-Jürgen Richter | FDP       | 68,9                |
| 1994 | Hans-Jürgen Richter | FDP       | 92,3                |

### Gemeinderat
Seit der Gemeinderatswahl (Wiederholungswahl) am 18. Februar 2025 verteilen sich die 13 Sitze des Gemeinderates folgendermaßen auf die einzelnen Gruppierungen:
- CDU: 4 Sitze
- Wählervereinigung Sportverein Burkau e. V. (WVSVB): 3 Sitze
- Wählervereinigung Burkau (WVB): 2 Sitze (ein Sitz bleibt mangels Bewerber unbesetzt)
- Wählervereinigung Floriansjünger (WV FJ): 3 Sitze
- Alternative für Deutschland: 1 Sitz

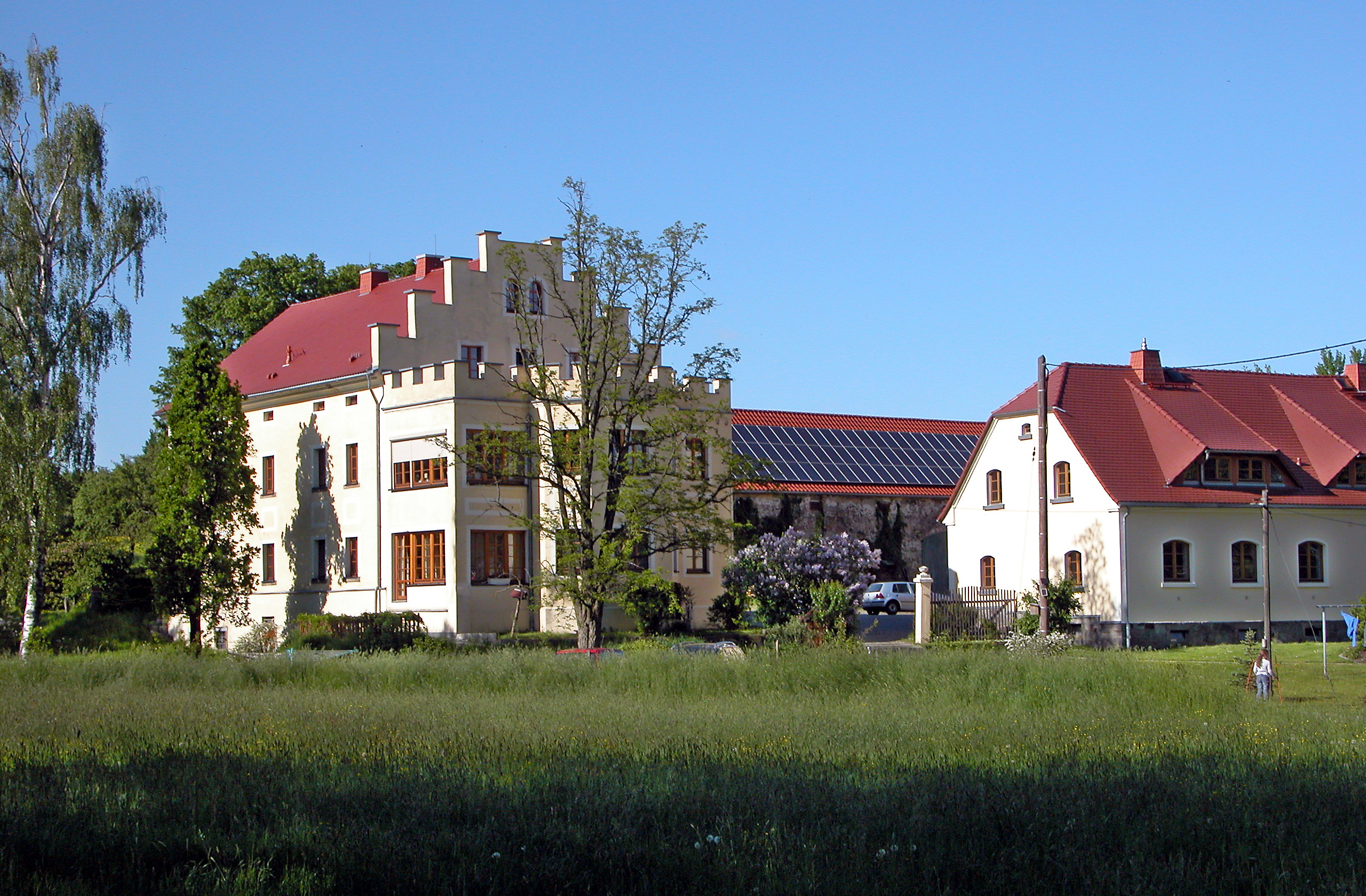
Rittergut Oberburkau, Herrenhaus

| Gemeinderat ab 2025Insgesamt 13 Sitze - WVSVB: 3 - WVB: 2 - WV FJ: 3 - CDU: 4 - AfD: 1 Ein Sitz der WVB bleibt mangels Bewerber unbesetzt. | Wahlvorschlag                              | 2025 * | 2025 * | 2019   | 2019   | 2014   | 2014   |
| Gemeinderat ab 2025Insgesamt 13 Sitze - WVSVB: 3 - WVB: 2 - WV FJ: 3 - CDU: 4 - AfD: 1 Ein Sitz der WVB bleibt mangels Bewerber unbesetzt. | Wahlvorschlag                              | Sitze  | in %   | Sitze  | in %   | Sitze  | in %   |
| Gemeinderat ab 2025Insgesamt 13 Sitze - WVSVB: 3 - WVB: 2 - WV FJ: 3 - CDU: 4 - AfD: 1 Ein Sitz der WVB bleibt mangels Bewerber unbesetzt. | CDU                                        | 4      | 26,4   | 6      | 39,8   | 6      | 37,4   |
| Gemeinderat ab 2025Insgesamt 13 Sitze - WVSVB: 3 - WVB: 2 - WV FJ: 3 - CDU: 4 - AfD: 1 Ein Sitz der WVB bleibt mangels Bewerber unbesetzt. | Wählervereinigung Sportverein Burkau e. V. | 3      | 22,0   | 4      | 30,9   | 2      | 15,4   |
| Gemeinderat ab 2025Insgesamt 13 Sitze - WVSVB: 3 - WVB: 2 - WV FJ: 3 - CDU: 4 - AfD: 1 Ein Sitz der WVB bleibt mangels Bewerber unbesetzt. | Wählervereinigung Burkau                   | 3      | 21,8   | –      | –      | –      | –      |
| Gemeinderat ab 2025Insgesamt 13 Sitze - WVSVB: 3 - WVB: 2 - WV FJ: 3 - CDU: 4 - AfD: 1 Ein Sitz der WVB bleibt mangels Bewerber unbesetzt. | Wählervereinigung Floriansjünger           | 2      | 20,3   | 2      | 13,5   | 1      | 9,9    |
| Gemeinderat ab 2025Insgesamt 13 Sitze - WVSVB: 3 - WVB: 2 - WV FJ: 3 - CDU: 4 - AfD: 1 Ein Sitz der WVB bleibt mangels Bewerber unbesetzt. | AfD                                        | 1      | 9,5    | –      | –      | –      | –      |
| Gemeinderat ab 2025Insgesamt 13 Sitze - WVSVB: 3 - WVB: 2 - WV FJ: 3 - CDU: 4 - AfD: 1 Ein Sitz der WVB bleibt mangels Bewerber unbesetzt. | FDP                                        | –      | –      | 1      | 9,0    | 2      | 12,1   |
| Gemeinderat ab 2025Insgesamt 13 Sitze - WVSVB: 3 - WVB: 2 - WV FJ: 3 - CDU: 4 - AfD: 1 Ein Sitz der WVB bleibt mangels Bewerber unbesetzt. | SPD                                        | –      | –      | 1      | 6,8    | 2      | 13,3   |
| Gemeinderat ab 2025Insgesamt 13 Sitze - WVSVB: 3 - WVB: 2 - WV FJ: 3 - CDU: 4 - AfD: 1 Ein Sitz der WVB bleibt mangels Bewerber unbesetzt. | Linke                                      | –      | –      | –      | –      | 1      | 10,5   |
| Gemeinderat ab 2025Insgesamt 13 Sitze - WVSVB: 3 - WVB: 2 - WV FJ: 3 - CDU: 4 - AfD: 1 Ein Sitz der WVB bleibt mangels Bewerber unbesetzt. | Grüne                                      | –      | –      | –      | –      | –      | 1,4    |
| Gemeinderat ab 2025Insgesamt 13 Sitze - WVSVB: 3 - WVB: 2 - WV FJ: 3 - CDU: 4 - AfD: 1 Ein Sitz der WVB bleibt mangels Bewerber unbesetzt. | Wahlbeteiligung                            | 63,8 % | 63,8 % | 73,8 % | 73,8 % | 62,9 % | 62,9 % |
| * Die Kommunalwahl 2024 wurde von der Kommunalaufsicht für unwirksam erklärt und am 18. Februar 2025 wiederholt.                           |                                            |        |        |        |        |        |        |

## Sehenswürdigkeiten
- Kirche von BurkauKirche von Burkau
- Herrenhaus Bocka
- Herrenhaus Niederburkau
- Herrenhaus Oberburkau
- Herrenhaus Pannewitz
- Steinmühle Bocka
- Buchholzmühle Jiedlitz

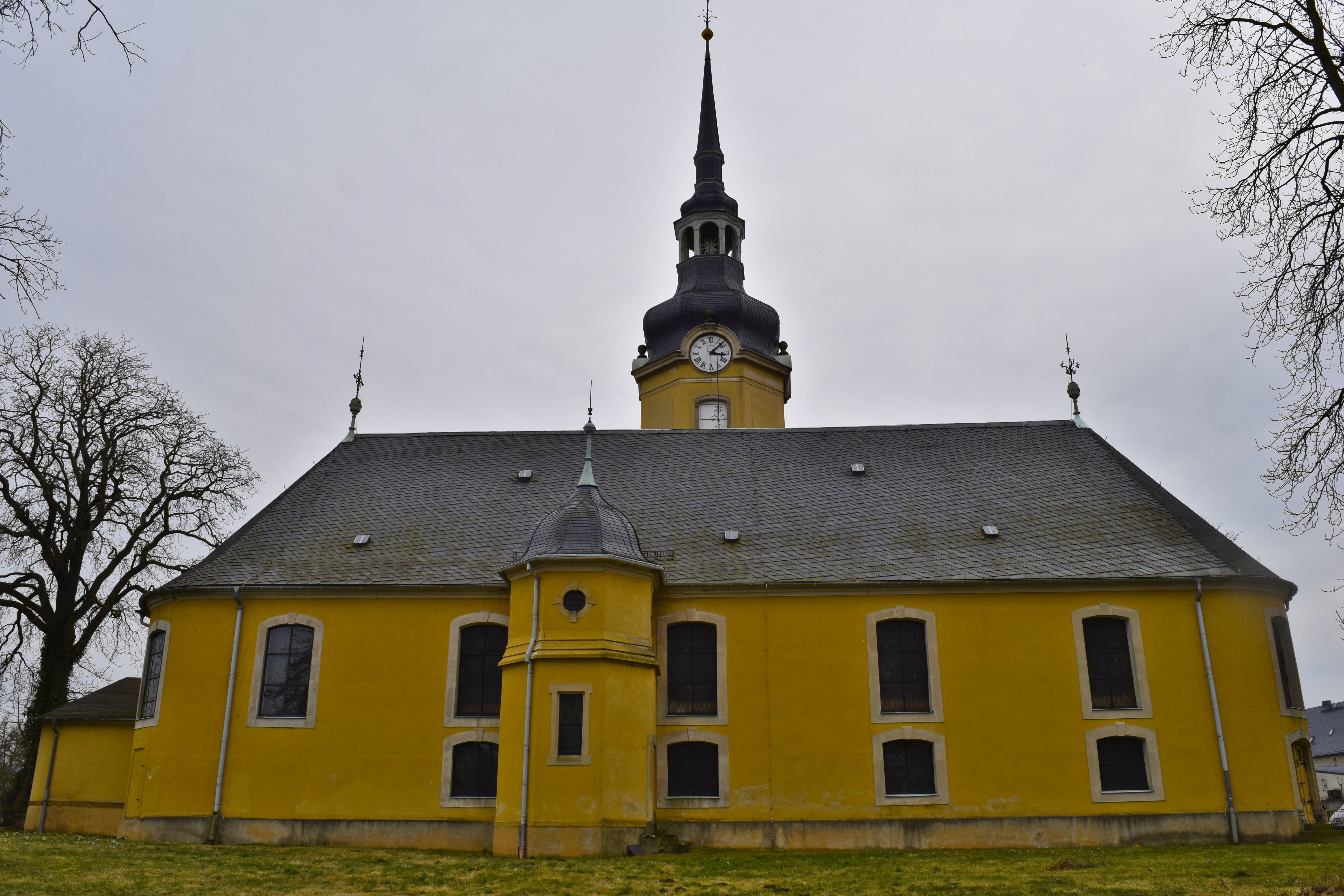
Kirche von Burkau

- Uhyster klassizistische Autobahnkirche von 1801

## Bildung
Die Gemeinde Burkau verfügt über eine Grundschule. In Burkau befindet sich der Sitz der Lucie Strewe Bildungsstiftung.

## Persönlichkeiten

### Söhne und Töchter der Gemeinde
- Friedrich August Leßke (1841–1904), Lehrer, Kantor und Heimatforscher
- Emil Fürstenau (1865–1930), sächsischer Generalmajor
- Gustav Gnauck (1866–1951), Komponist
- Herbert Bruna (1926–2013), Schriftsteller
- Christel Hoffmann (* 1936), Theaterwissenschaftlerin und -pädagogin
- Christine Stäps (* 1940), Malerin, Grafikerin und Bildhauerin
- Andreas Gräulich (* 1961), Fußballspieler

### Weitere Persönlichkeiten
- Paul Drews (1858–1912), Theologieprofessor, ab 1883 sechs Jahre Pfarrer in Burkau

## Galerie aller Dörfer der Gemeinde Burkau

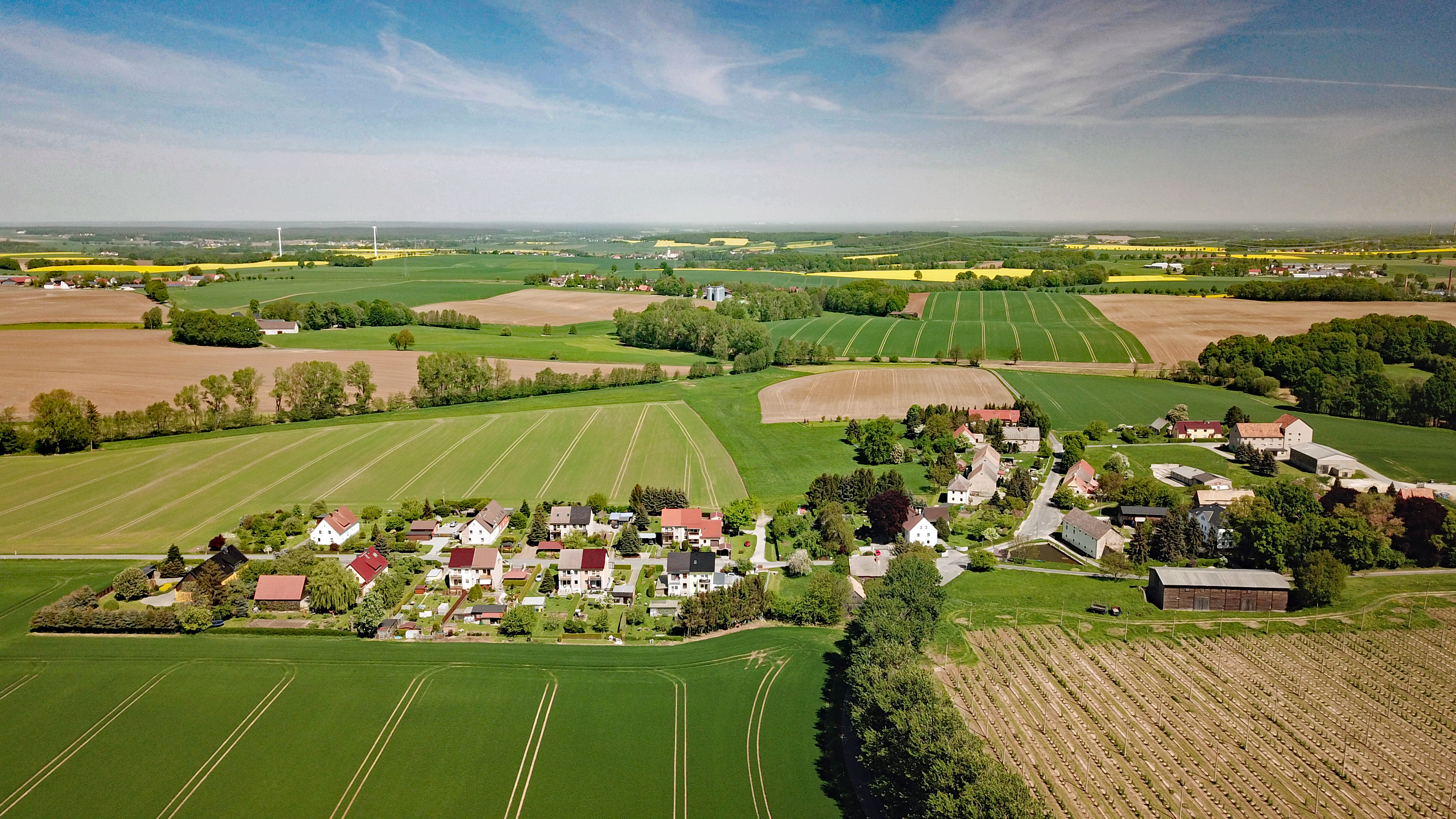
Auschkowitz (Wučkecy)
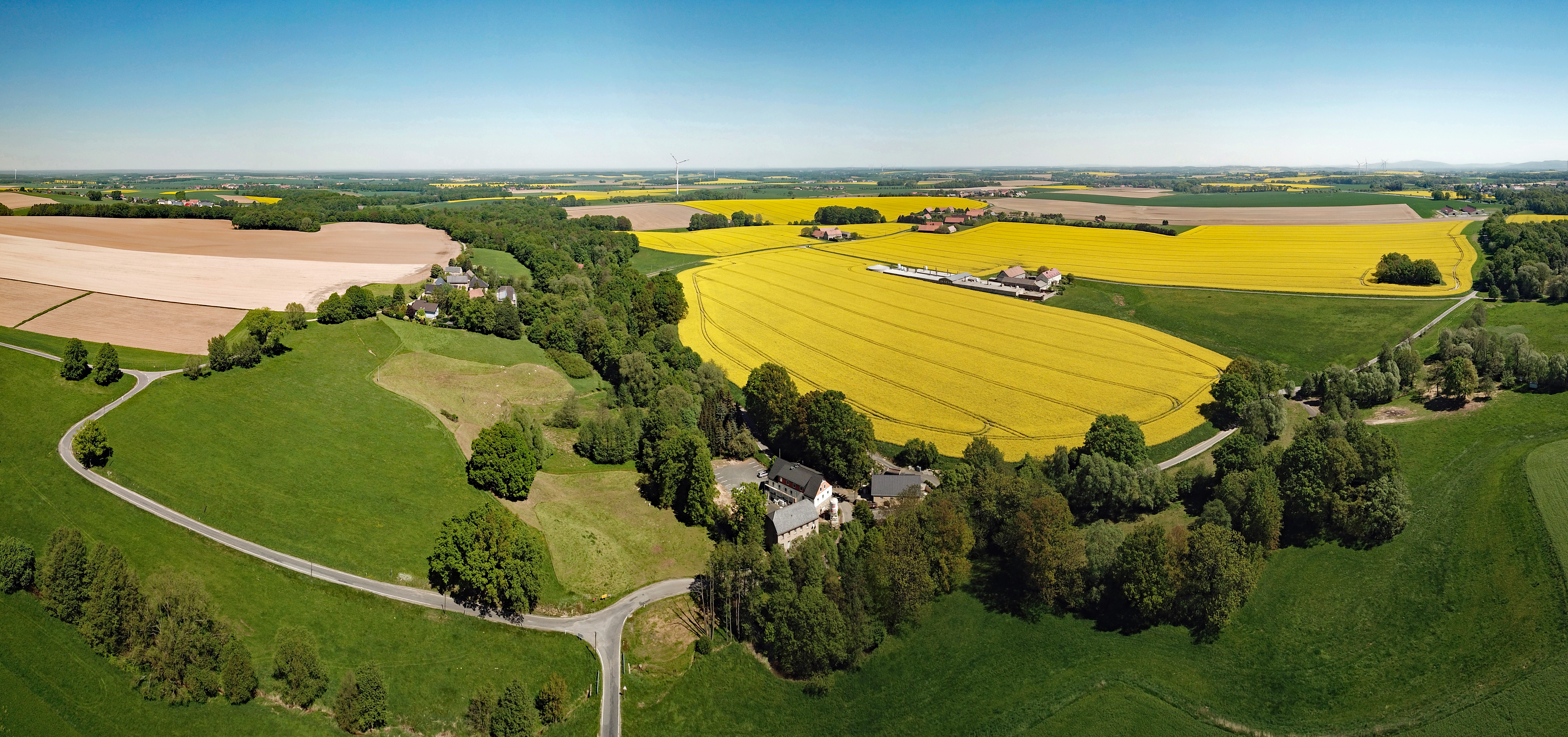
Bocka (Bukowc)
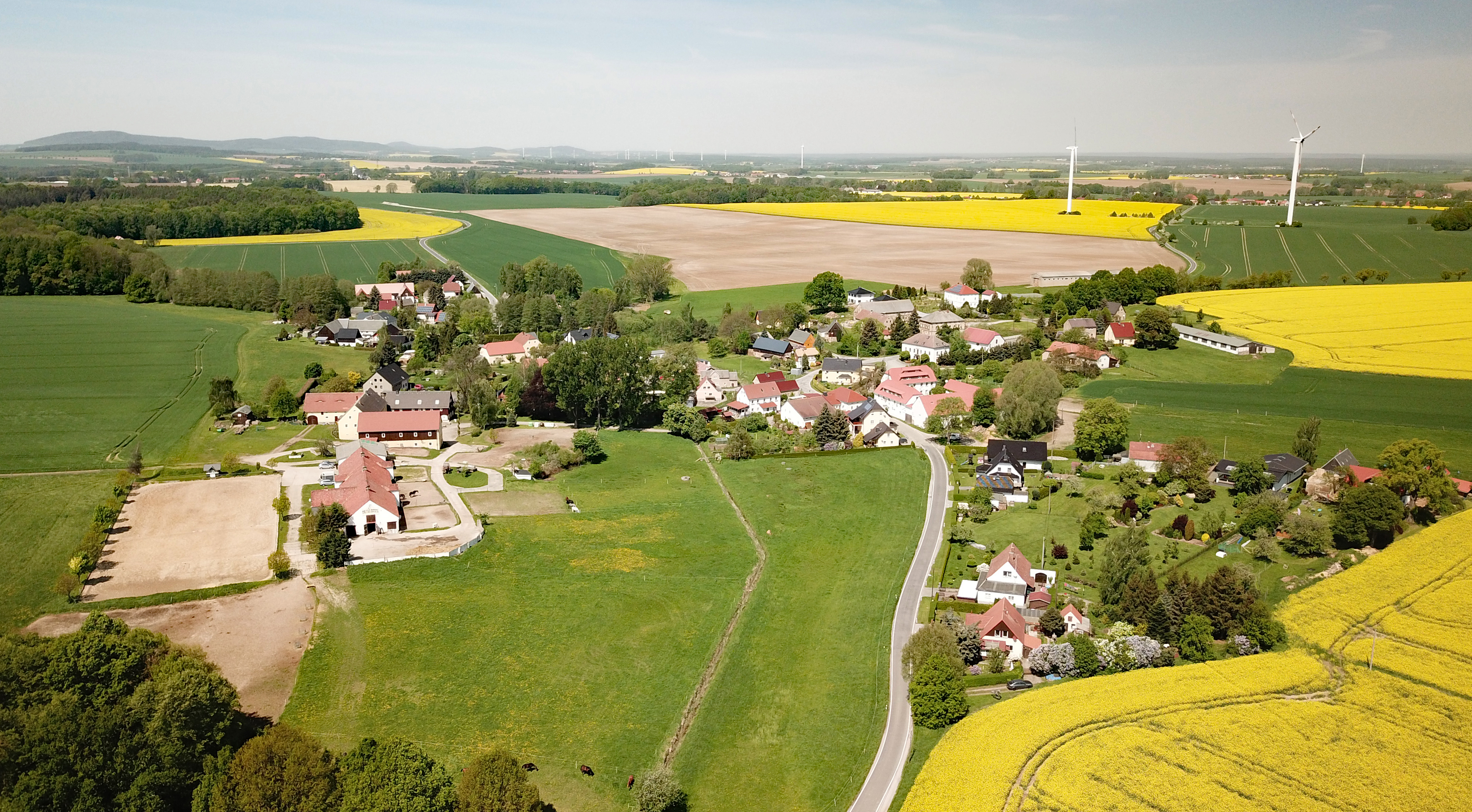
Großhänchen (Wulki Wosyk)
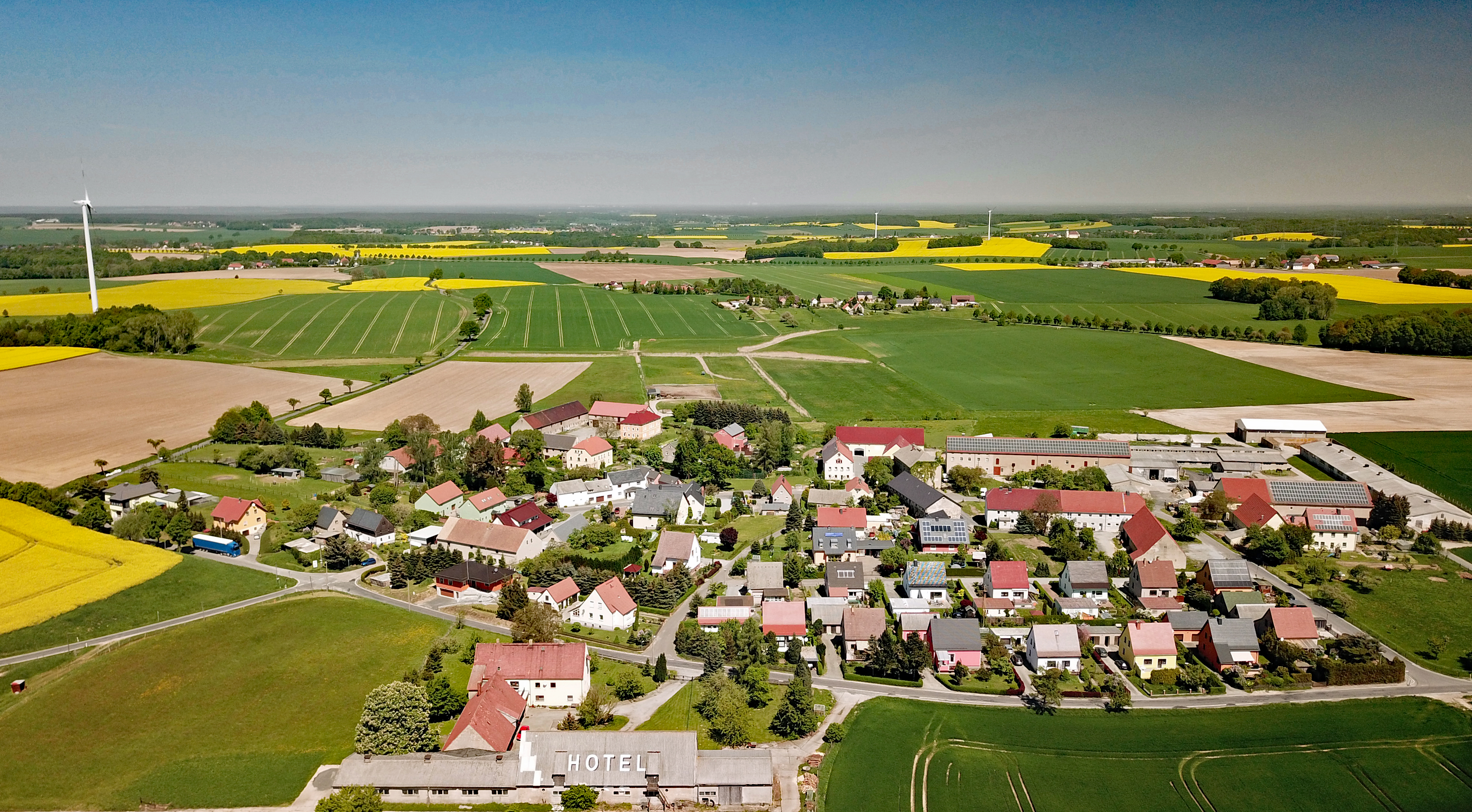
Jiedlitz (Jědlica)
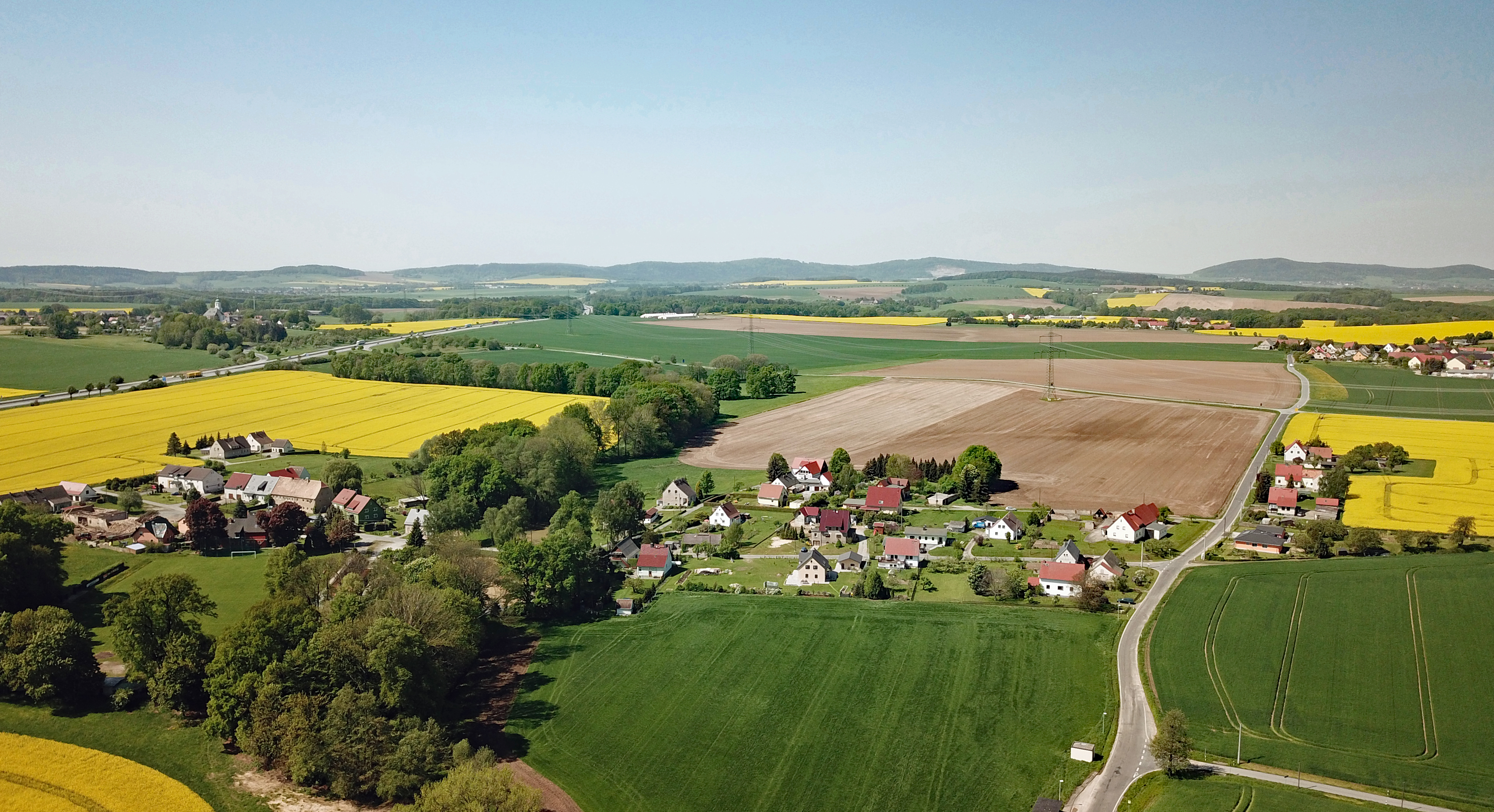
Kleinhänchen (Mały Wosyk)
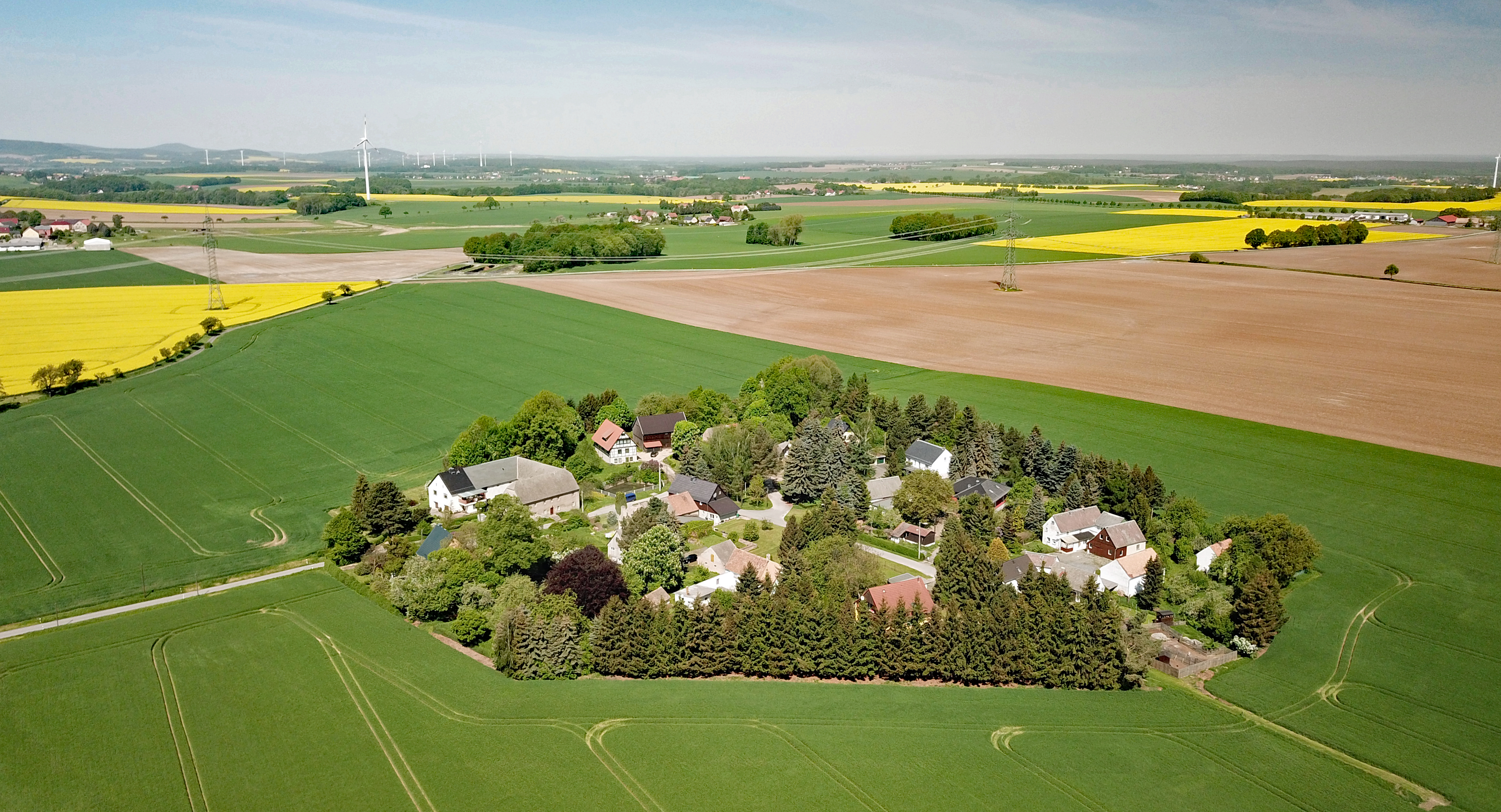
Neraditz (Njeradecy)
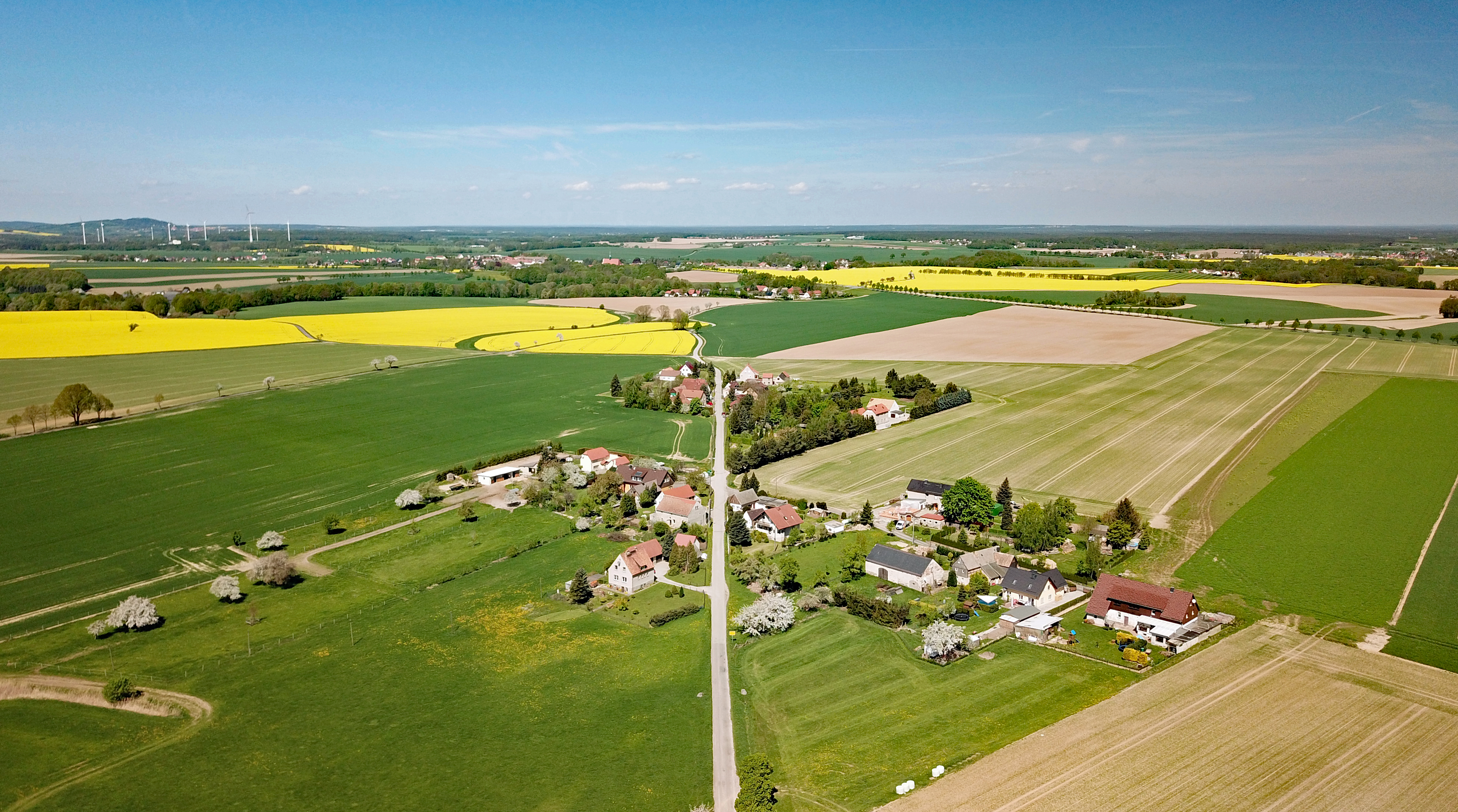
Neuhof (Nowy Dwór)
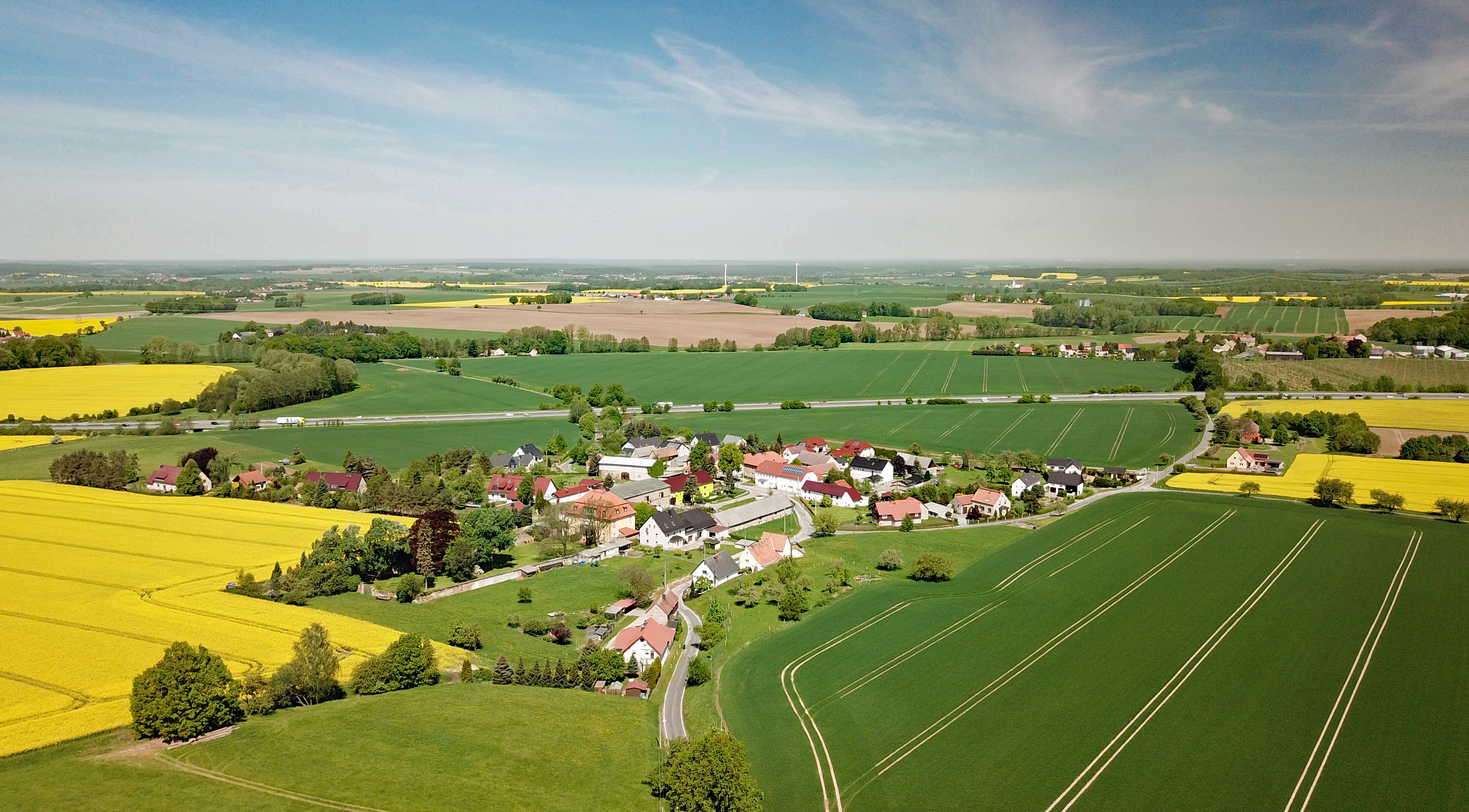
Pannewitz (Panecy)
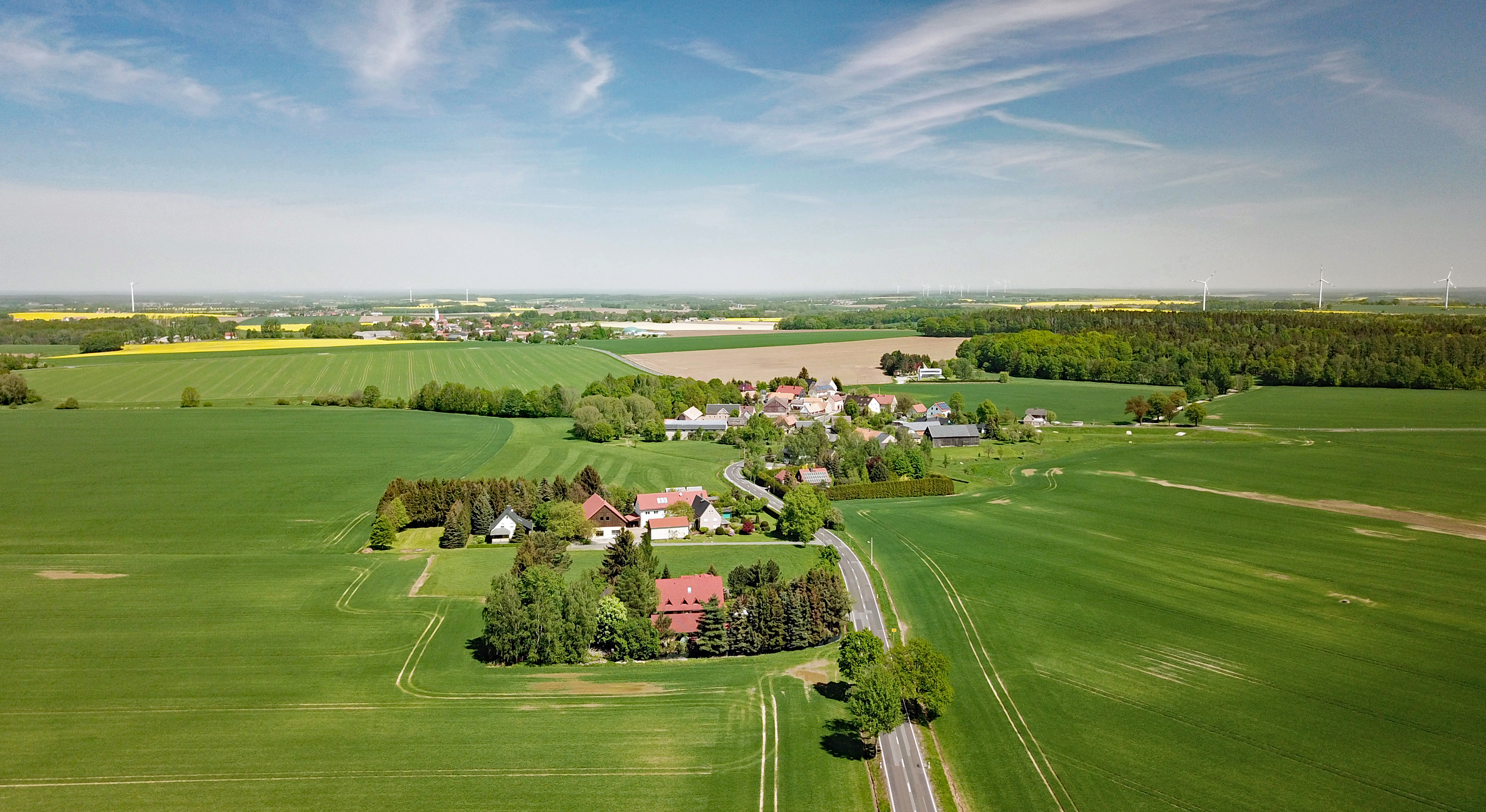
Taschendorf (Ledźborecy)
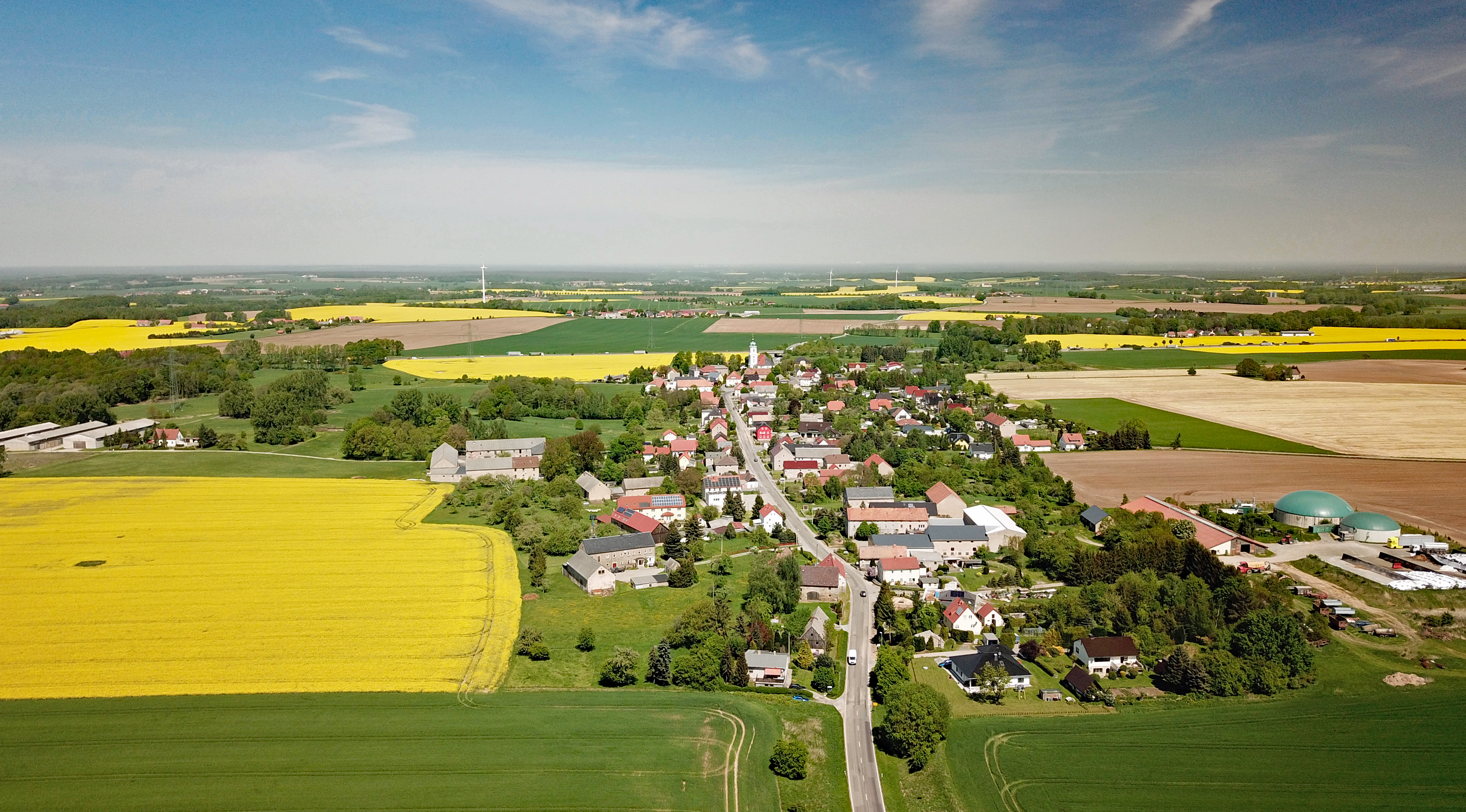
Uhyst am Taucher (Horni Wujězd)